# Taxa marginal de substituição técnica
A taxa marginal de substituição técnica é um conceito da microeconomia, mais especificamente da teoria da firma, que diz quantas unidades de um tipo de insumo se pode reduzir/aumentar com o aumento/redução de uma única unidade de outro tipo de insumo de modo que a produção da firma permaneça constante.
O caso de taxa marginal de substituição técnica mais usado é o de capital por trabalho TMST(L,K), que indica a quantidade de insumos de capital que se pode reduzir/aumentar quando se usa uma unidade a mais/menos de trabalho de modo que a produção permaneça constante.